# La Chorrera (Departament d'Amazones)
La Chorrera és un corregiment departamental colombià, situat en el departament de l'Amazones. Té una població de 12.670 habitants. Es troba a 184 msnm.

## Història
L'empresa peruana de recol·lecció de cautxú "Julio Cesar Arana Hermanos" va estendre la seva explotació el 1896 al nord del Riu Putumayo, a on es van relacionar amb cautxuners colombians per tal de comercialitzar-hi la seva producció d'Iquitos. L'any següent altres productors de cautxú van visitar la regió per a estudiar les seves possibilitats.
El 1900, Cesar Arana es va associar amb Larrañaga per a formar l'empresa Larrañaga, Arana i Cia.
El 1901 l'estació de producció de cautxú de la Chorrera va rebre el nom de "Colonia Indiana" i el 1904 s'hi van establir les oficines centrals de totes les explotacions del Riu Igaraparanà, gestionades per Víctor Macedo.
El 1910 es va denunciar que la Casa Arana tractava brutalment els seus treballadors i que en els últims deu anys, la població de la zona havia disminuït de 50.000 a 10.000 persones. En aquesta denúncia, s'afirmava que "se castigaba con látigos y correas de cuero, se usaba el cepo y se crucificaban a los hombres y niños (...)".
El 12 de març de 1912, després d'un debat al Parlament, la companyia fou dissolta per un tribunal de justícia.
A principis del 1933, el General Amadeo Rodríguez va prendre possessió, en nom de la Nació, de les instal·lacions de la Casa Arana, en la que, a l'octubre, l'Intendent Nacional de l'Amazones hi va establir la seva residència de la Chorrera. El 22 de novembre del mateix any, el General Ignacio Moreno Espinosa, Indendent Nacional, va entregar els edificis de la CAsa Arana al pare Estanislao perquè hi instal·lés un internat per a orfes i un hospital.
La data de fundació de la Chorrera és el 1972.
El 23 d'agost del 1988 es van establir els límits del corregiment de La Chorrera.

## Economia
La principal ocupació econòmica de la població de la Chorrera és l'agricultura de subsistència i d'autoconsum: cacera, pesca, plàtan i iuca.

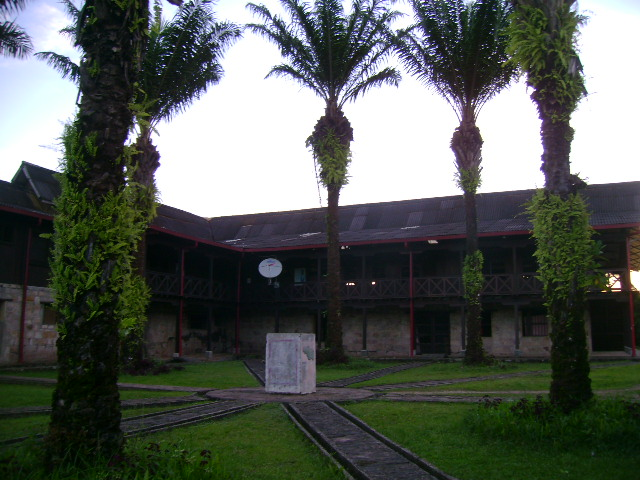
Vista del darrere de la Casa Arana

## Turisme
Els principals atractius turístics de la Chorrera són:
- Ruines de la Casa Arana
- Platja del Charco
- Chorro Nufico
- Chorro Edimonué
- Chorro El Nonukie
- Chorro Isue
- Bany del Sol
- Ruines d'Atenes
- Lloc Sagrat Origen Humà
- Danses tradicionals